# 亚基夫·热列兹尼亚克
亚基夫·热列兹尼亚克（烏克蘭語：Яків Железняк，1941年4月10日—），乌克兰男子射击运动员。他曾代表苏联参加1972年夏季奥林匹克运动会射击比赛，获得男子50米移动靶金牌。